# Berwick (Maine)
Berwick – miasto w Stanach Zjednoczonych, w stanie Maine, w hrabstwie York.